# Plastikowy flaming

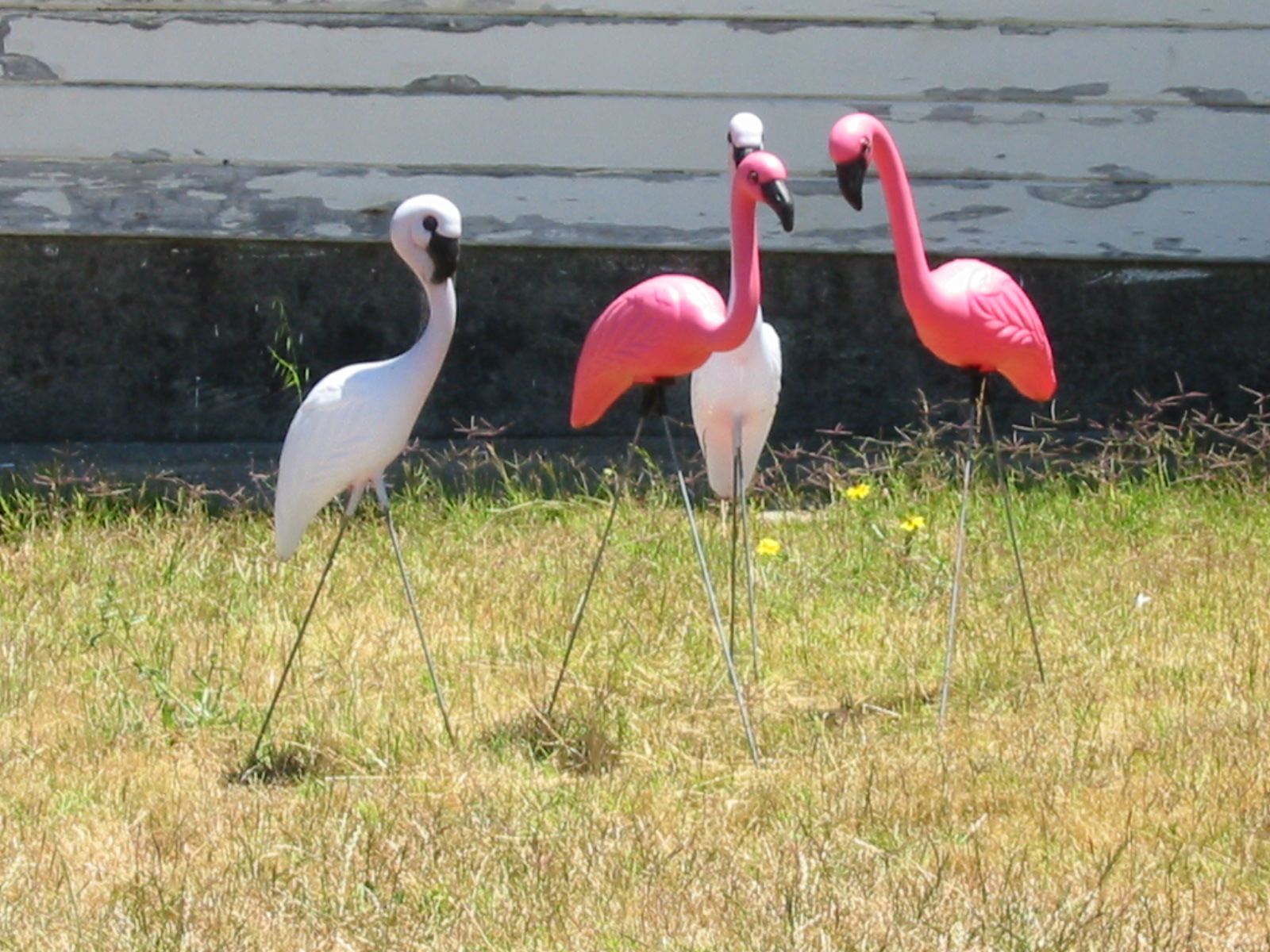
Plastikowe flamingi na trawniku

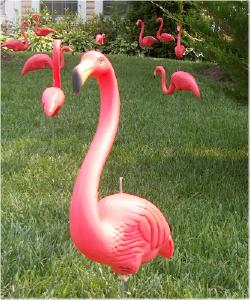

Plastikowy flaming (ang. Plastic flamingo) – popularna w Stanach Zjednoczonych ozdoba przydomowego trawnika lub ogrodu przedstawiająca flaminga (najczęściej różowego) wykonanego z tworzyw sztucznych, na długich patykowatych metalowych prętach.

## Historia
Plastikowy różowy flaming zaprojektowany został w 1957 przez amerykańskiego artystę Donalda „Dona” Featherstone’a (otrzymał za to Nagrodę Ig Nobla w 1996) na zlecenie firmy Union Products, stając się wkrótce ikoną amerykańskiej kultury popularnej. W 1972 po premierze filmu Różowe flamingi w reżyserii Johna Watersa plastikowe flamingi stały się stereotypowym przykładem tandetnego ozdobnego kiczu. W roku 2006 Union Products ogłosiła zakończenie działalności. Od 2007 produkcję plastikowych flamingów kontynuuje firma HMC International LLC.
Twórca plastikowego flaminga Donald „Don” Featherstone zmarł w czerwcu 2015 w szpitalu pod Bostonem w wieku 79 lat.